# 브르트보브스카 정원

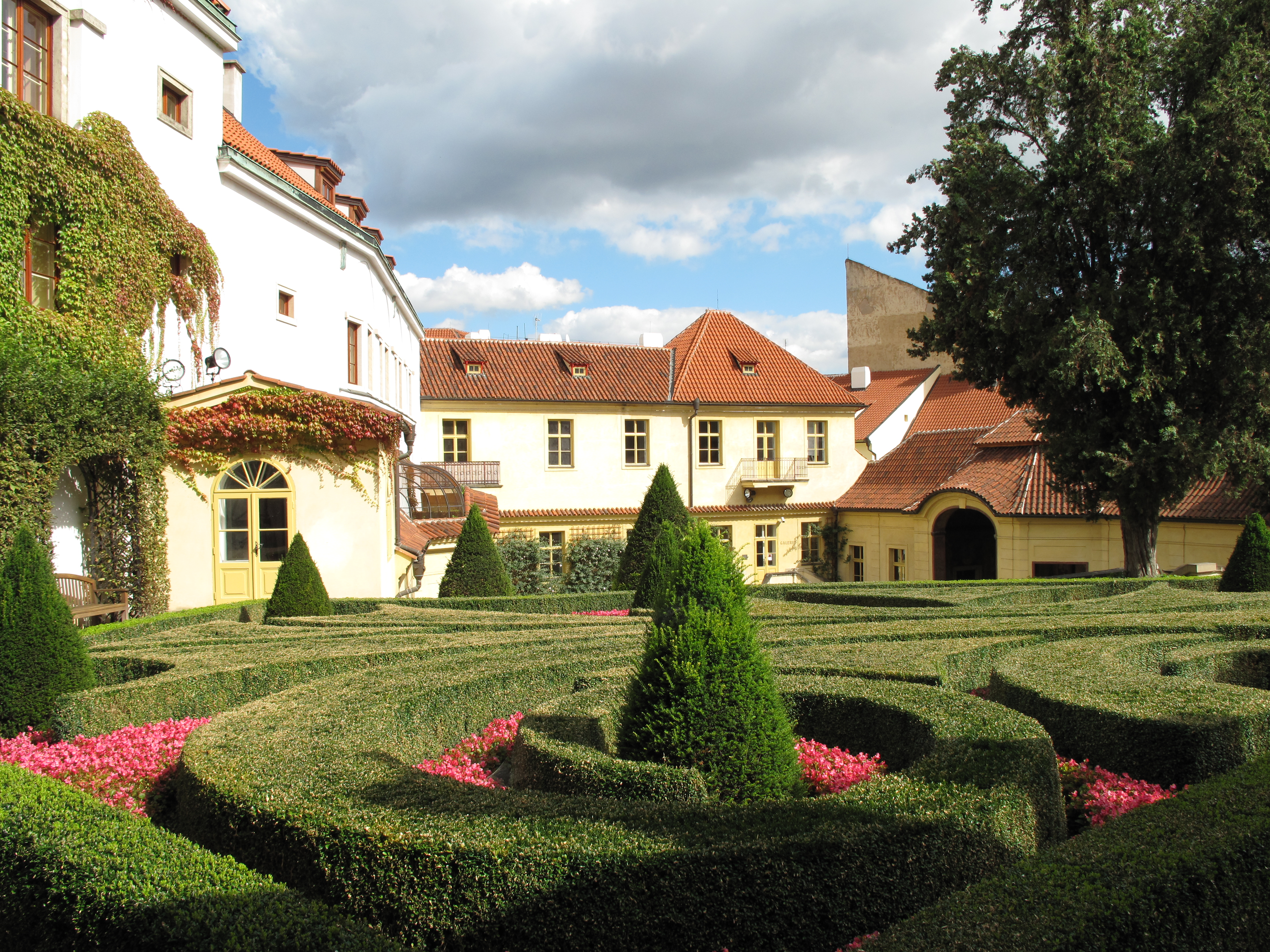
브르트보브스카 정원

브르트보브스카 정원(체코어: Vrtbovská zahrada)은 체코 프라하 말라스트라나에 있는 정원이다. 페트르진 언덕 경사면에 위치해 있다.